# Diecezja Navrongo-Bolgatanga
Diecezja Navrongo–Bolgatanga – diecezja rzymskokatolicka w Ghanie. Powstała w 1926 jako prefektura apostolska Navrongo. W 1930 podniesiona do rangi wikariatu apostolskiego. Zlikwidowana w 1950. Odnowiona w 1956 jako diecezja Navrongo. Pod obecną nazwą od 1977.

## Biskupi diecezjalni
- Biskupi  Navrongo–Bolgatanga 
  - Bp Alfred Agyenta (od 2011)
  - Bp Lucas Abadamloora (1994 - 2009 )
  - Bp Rudolph A. Akanlu (1973 – 1994)
- Biskupi Navrongo 
  - Bp Gerard Bertrand, M. Afr. (1957 – 1973)
- Wikariusze apostolscy  Navrongo 
  - Bp Gerard Bertrand, M. Afr. (1948– 1950)
  - Bp Oscar Morin, M. Afr. (1934 – 1948)
- Prefekci apostolscy Navrongo 
  - Bp Oscar Morin, M. Afr. (1926 – 1934)